# Riddick: Überleben ist seine Rache
Riddick: Überleben ist seine Rache  ist ein Science-Fiction-Actionfilm von Regisseur David Twohy aus dem Jahr 2013 mit Vin Diesel in der Hauptrolle. Nach Riddick: Krieger der Finsternis (2004, Kurzfilm) und Riddick: Chroniken eines Kriegers (2004, Kinofilm) handelt es sich um die zweite Fortsetzung des im Jahr 2000 erschienenen Pitch Black – Planet der Finsternis. Das Werk bildet den dritten Kinofilm des Riddick-Franchise. Der Film startete am 19. September 2013 in den deutschen Kinos.

## Handlung
Fünf Jahre nach der Handlung von Riddick: Chroniken eines Kriegers wird Richard B. Riddick von den eigenen Leuten verraten und von Vaakos Gehilfen Krone auf einem unwirtlichen Planeten ausgesetzt.
Schwer verletzt muss sich Riddick zunächst in einer wüstenartigen Umgebung vor der heimischen Fauna, geierartigen Aasfressern, hyänen- oder schakalartigen Tieren und sehr gefährlichen, giftigen, skorpionartigen Tieren (Mud-Demons) retten. Nachdem er sich von seinen Verletzungen erholt hat, zieht er ein hyänenartiges Tier groß und immunisiert sich gegen das Gift der Mud-Demons. Nach einem Kampf gegen einen großen Mud-Demon erreicht er durch eine Schlucht eine savannenartige Landschaft und kann so relativ problemlos überleben. Aufgrund einer Reihe anziehender Gewitter, die durch den Regen aus der sicheren Umgebung ein lebensgefährliches Gebiet machen, in der zahlreiche Mud-Demons, die ihre Haut feucht halten müssen, leben können, entschließt sich Riddick, in einer verlassenen Söldnerstation ein Notsignal zu aktivieren, das seine Identität und Präsenz auf dem Planeten preisgibt. Bald landet ein Schiff von Kopfgeldjägern unter der Führung des skrupellosen Santana, kurz danach gefolgt von einem weiteren Schiff, das unter dem Befehl des besonnenen Johns steht. Santana will Riddick tot, Johns ihn lebendig fangen. Letzterer, Vater des im Pitch-Black-Film verstorbenen Kopfgeldjägers William J. Johns, will von Riddick erfahren, wie und warum sein Sohn sterben musste.
Nachdem Riddick einige Kopfgeldjäger neutralisieren und außerdem je eine Energiezelle stehlen konnte, die die Raumschiffe zum Starten benötigen, kann er zunächst den ungleichen Kampf für sich entscheiden. Seiner zentralen Forderung, den Planeten mit einem Schiff zu verlassen und ihm das zweite zu übergeben, kommen die Söldner nicht nach.
Nachdem ein aufziehendes Gewitter beide Gruppen zur Zusammenarbeit zwingt, versuchen Riddick und Johns, die versteckten Energiezellen zurück zu den Schiffen zu bringen. Dabei scheint Riddick, schwer verletzt, von Johns zurückgelassen zu werden. In einem finalen Kampf, in dem Riddick zahlreiche Mud-Demons erschlagen kann, wird er von Johns mit einem reaktivierten Raumschiff gerettet.
Anschließend gehen beide Gruppen getrennte Wege, die wenigen Überlebenden in einem, Riddick im anderen Raumschiff.

### Extended-Cut-Version
Der Langversion wurde eine Szene hinzugefügt, die dem Ende eine neue Wendung gibt. Darin wird der Lord Marshal (Krone) der Necromonger in betender Haltung gezeigt. Ein Blick aus dem Fenster seiner Raumschiffkabine lässt vermuten, dass die Flotte sich am Rande des necromongischen Paradieses „Underverse“ befindet. Riddick tritt in den Raum, hält dem knienden Lord Marshal ein Messer ans Genick und fordert ihn auf, zu verraten, ob Vaako noch lebe. Als der Lord Marshal erneut nur religiöse Phrasen von sich gibt, ersticht Riddick ihn. Er wendet sich nun an die Dienerin mit derselben Frage. Diese antwortet, dass Vaako sowohl am Leben als auch tot sei. Damit endet der Film.

## Hintergrund
Bedingt durch den finanziellen Misserfolg des Vorgängers, der erst durch die DVD-Veräußerung seine Produktionskosten wieder einspielen konnte, sah es lange danach aus, als ob es keine Fortsetzung geben würde. Durch die beiden erfolgreichen Videospiel-Auskoppelungen The Chronicles of Riddick: Escape from Butcher Bay und The Chronicles of Riddick: Assault on Dark Athena, die bei Kritikern und Fans positiv aufgenommen worden sind, war eine direkte Fortsetzung wieder realistisch geworden.
Im Gegensatz zu den beiden Vorgängern steht hinter diesem Riddick-Werk nicht das zuvor verantwortliche Major-Studio, die Universal Pictures, sodass Regisseur David Twohy und die Produzenten, zu denen Vin Diesel selbst gehört, unabhängig arbeiteten. Ein positiver Aspekt sei dabei gewesen, künstlerisch freier arbeiten zu können. Um die Dreharbeiten finanziell zu stützen, ließ Co-Produzent Vin Diesel sein eigenes Haus beleihen und unterstrich damit seine Aussage, dass es sich bei dem Projekt um eine Herzensangelegenheit handelt.
Die Produktionskosten betrugen 38 Millionen US-Dollar. Der Film spielte weltweit rund 98 Millionen US-Dollar ein, davon 42 Millionen US-Dollar in den USA.

## Kritik
Riddick wurde von den US-amerikanischen Kritikern durchschnittlich bis positiv aufgenommen. Rund 57 Prozent der 173 Rezensionen bei Rotten Tomatoes schätzen den Film positiv ein. Die Internetseite kommt zu folgendem Fazit: „Es mag dem Franchise keine neuen Facetten abgewinnen, aber dieses Zurück-zu-den-Wurzeln bringt den Fans mehr schwerblütige [brooding] Science-Fiction als zu erwarten war.“

„Trotz eines Durchhängers im zweiten Drittel und leichten Abzügen in der Spezialeffekt-B-Note lässt sich letzten Endes doch guten Gewissens behaupten: Riddick rockt!“

„Natürlich ist es fantastisch Riddick wieder auf der Leinwand zu sehen, doch hat ein Pitch Black gereicht. Twohy kopiert vieles vom ersten Teil und somit macht er den Action-Thriller zu einem voraussehbaren Film. Diesel ist zwar sofort in seiner Rolle, genauso wie die anderen Schauspieler, nichtsdestotrotz wirkt vieles billig und nachgemacht. Die Computereffekte wirken ebenfalls unreal, selbst wenn manche Tricks wiederum überzeugen. Ein solides Sequel, aber hoffentlich nicht der letzte Teil.“

„Wer genug hat von der Hochglanz-Technologie herkömmlicher Blockbuster, der ist bei Riddick richtig. Hier ist alles herzhaft altmodisch, die Figuren ebenso wie die Technologie der Spezialeffekte. Manchmal fühlt man sich zurückversetzt in eine dieser Space Operas der 60er Jahre. Kein Wunder: Kameramann David Eggby hat schon den ersten Mad Max-Film fotografiert.“

## Fortsetzung
Am 29. Januar 2014 hatte Vin Diesel auf seiner Facebook-Seite angekündigt, dass Universal Pictures infolge der guten DVD-Verkäufe des letzten Films der Reihe einen vierten Riddick-Film entwickeln möchte.
Im April 2016 bestätigte Vin Diesel, dass er und Drehbuchautor und Regisseur David Twohy einen vierten Riddick-Film mit dem Titel Furia und eine Spin-off-TV-Serie mit dem Titel Merc City entwickeln. Im Mai 2016 erklärte er, dass die Produktion von Furia Anfang 2017 beginnen könnte. In einem Video fragte Vin Diesel: „Seid ihr gespannt darauf, etwas von Furia zu hören? Wollt ihr wissen, wie es mit dem düsteren Charakter Riddick begann?“ David Twohy bestätigte, dass der neue Film die Altersfreigabe R erhalten würde. Die Beiträge gingen nicht näher darauf ein, wie oder ob, Merc City mit dem kommenden Film in Verbindung stehen wird.
Im Juli 2019 war das Drehbuch des vierten Films fertig und der offizielle Titel Riddick 4: Furya bekannt.